# Geher-Länderkampf der Männer 1961 Schweiz – BR Deutschland
| 10. Leichtathletik-Länderkampf mit bundesdeutscher Beteiligung 1961 | 10. Leichtathletik-Länderkampf mit bundesdeutscher Beteiligung 1961 |               |
| ------------------------------------------------------------------- | ------------------------------------------------------------------- | ------------- |
|                                                                     |                                                                     |               |
| Geher-Vergleich der Männer: Schweiz – BR Deutschland                |                                                                     |               |
| Austragungsort                                                      | Lugano                                                              |               |
| Wettbewerbe                                                         | 2                                                                   |               |
| Datum                                                               | 24. September 1961                                                  |               |
| 1. FRG 2. SUI                                                       | 34 Punkte 12 Punkte                                                 |               |
| Chronik                                                             |                                                                     |               |
| ← FRG-GBR (M)                                                       | FRG-CSK (M) →                                                       | FRG-CSK (M) → |

Der zehnte Vergleich des Länderkampfjahres 1961 war wieder ein Vergleich der Geher. Am 24. September trafen sich die Schweiz und Deutschland zum sechsten Mal in einer solchen Veranstaltung. Austragungsort war die Schweizer Stadt Lugano. Auf dem Programm standen wieder zwei Wettbewerbe. Zuvor hatte die Schweiz vier Mal gewonnen, Deutschland einmal.

## Wettbewerbe und Modus
Auf dem Programm standen zwei Wettbewerbe, der kürzere wurde wie immer über 20 Kilometer ausgetragen. Die Distanz der längeren Strecke betrug auch diesmal nur 35 anstelle von 50 Kilometern. Die Regeln waren dieselben wie bei den letzten Vergleichen der Geher. Von vier Startern je Land in den beiden Wettbewerben kamen die jeweils besten drei in die Wertung. Der erste Rang brachte sieben Punkte, der zweite fünf, der dritte vier usw. Der sechste Platz wurde noch mit einem Punkt belohnt.

## Ergebnis
Die Dominanz der bundesdeutschen Vertreter war maximal, in beiden Wettbewerben lagen jeweils alle vier bundesdeutschen Geher vor den Schweizer Vertretern. Die vier Sieger gingen auf beiden Strecken gemeinsam ins Ziel und wurden vom Kampfgericht tatsächlich jeweils zusammen auf Rang eins gewertet, was für die Punkteverteilung allerdings unerheblich war. So setzten sich die bundesdeutschen Geher wie im Vorjahr durch, das Endergebnis lautete 34 zu zwölf Punkte.

## Legende
Kurze Übersicht zur Bedeutung der Symbolik – so üblicherweise auch in sonstigen Veröffentlichungen verwendet:
| DNF | nicht im Ziel (did not finish) |

## Resultate

### 20-km-Straßengehen
| Platz | Athlet               | Land | Zeit (h) |
| ----- | -------------------- | ---- | -------- |
| 1     | Karl-Heinz Pape      | FRG  | 1:48:15  |
| 1     | Julius Müller        | FRG  | 1:48:15  |
| 1     | Horst Staubach       | FRG  | 1:48:15  |
| 1     | Johannes Schmilz     | FRG  | 1:48:15  |
| 5     | Karl Egli            | SUI  | 1:49:25  |
| 6     | Erwin Stutz          | SUI  | 1:53:05  |
| 7     | Marino Läubli        | SUI  | 1:56:14  |
| DNF   | Giambattista Gabutti | SUI  |          |

### 35-km-Straßengehen
| Platz | Athlet           | Land | Zeit (h) |
| ----- | ---------------- | ---- | -------- |
| 1     | Wolfgang Döring  | FRG  | 3:31:45  |
| 1     | Erich Rodermund  | FRG  | 3:31:45  |
| 1     | Jürgen Kraemer   | FRG  | 3:31:45  |
| 1     | Heinz Mayr       | FRG  | 3:31:45  |
| 5     | Hans Anrig       | SUI  | 3:32:24  |
| 6     | Franco Calderari | SUI  | 3:33:15  |
| 7     | Jean Müller      | SUI  | 3:39:50  |
| 8     | Hans Koch        | SUI  | 3:50:00  |